# Dewekut
Dewekut (hebr. przylgnięcie) – główny cel mistyki żydowskiej, znalezienie się duszy w bliskości Boga i uzgodnienie własnej woli z wolą Bożą – odpowiednik chrześcijańskiej unio mistica. Szczególnie ideał dewekut obecny jest w chasydyzmie. Uzyskał tam charakter przeżycia emocjonalnego, uzyskiwanego w ekstazie modlitewnej.